# Eumelea praeusta
Eumelea praeusta là một loài bướm đêm trong họ Geometridae.